# Auke Beckeringh van Rhijn
Auke Antonie (Auke) Beckeringh van Rhijn (Sneek, 26 april 1920 – Amersfoort, 20 juni 2017) was een Nederlandse burgemeester. Hij was lid van de CHU en het CDA.

## Leven en werk
Van Rhijn was een zoon van Cornelis Hendrikus van Rhijn en Anthonia Beckering Lankhorst. Van Rhijn begon zijn burgemeestersloopbaan in 1952 in de gemeenten Vierpolders en Zwartewaal, nadat hij als CHU'er door een katholiek was gepasseerd in Schoonebeek. Het jaar na zijn benoeming voltrok zich de watersnood, die ook in deze gemeenten op Voorne-Putten niet zonder gevolgen bleef. Hij werd in februari 1964 benoemd tot burgemeester van Beilen. Als burgemeester van deze gemeente maakte hij in december 1975 deel uit van het beleidsteam bij de kaping van een trein door zeven Molukkerse jongeren bij het Drentse Wijster. Van Rhijn werd in 1977 benoemd tot Ridder in de Orde van Oranje-Nassau. In datzelfde jaar volgde zijn benoeming tot burgemeester van de Groningse gemeente Stadskanaal. Tijdens zijn burgemeesterschap van Stadskanaal werd hij geconfronteerd met de gevolgen van de inkrimping van de Philipsvestiging in Stadskanaal. Hij toonde zich verontwaardigd over het beleid van de Philipsdirectie. In 1985 beëindigde hij zijn bestuurlijke loopbaan. Hij werd als burgemeester van Stadskanaal opgevolgd door Frits Brink, die vanuit de rijkspolitie Drenthe eveneens betrokken was geweest bij de aanpak van de treinkaping in Wijster.
In 1986 werd hij bevorderd tot Officier in de Orde van Oranje-Nassau.
Van Rhijn trouwde op 15 september 1951 te Amersfoort met Louiza Stephania (Loek) van Schelven (1921-2001), dochter van Arnout Jacob van Schelven (1882-1932), kantonrechter te Rotterdam en Anna van Löben Sels (1881–1977) en zus van historicus Arnout Lodewijk van Schelven (1913-2013).
Hij overleed op 97-jarige leeftijd en werd begraven in het familiegraf aan begraafplaats Den en Rust in Bilthoven.